# Dżamdżamal
Dżamdżamal (arab. جمجمال, Jamjamāl; kurd. چه‌مچه‌ماڵ, Çemçemall) – miasto w północno-wschodnim Iraku, w muhafazie As-Sulajmanijja. Liczy około 107 tys. mieszkańców. Zamieszkane jest głównie przez Kurdów.